# Christian Bjerring
Christian Bjerring (født i 1964 i København) er en dansk forfatter og ledelsesrådgiver. Hans debutroman, Kongen, udkom i september 2016 og blev nomineret til BogForums Debutantpris. I september 2018 udkom Kongen på engelsk med titlen King of Change. Amazon kårede den til "Number 1 first release", da den nåede op som nummer 28 på top-100 bestseller listen. Kongen er desuden på vej til udgivelse på spansk. 
Christian Bjerring gjorde sig første gang bemærket i 1994 med DSB-reklamefilmen Talen, der inspirerede Thomas Winterberg til hovedscenen i filmen Festen. Fra 2001 til 2006 var Christian Bjerring direktør i DSB. Her stod bl.a. bag Harry & Bahnsen-kampagnen. Med ca. 100 reklamefilm over 11 år og et utal af reklamepriser anses den for at være den mest populære og effektive danske reklamekampagne nogensinde. Efter DSB tog Christian Bjerring til Dansk Markedsføring som administrerende direktør og chefredaktør for fagbladet Markedsføring. Senere blev han direktør hos Tryg. Christian Bjerring forlod Tryg i 2011, hvor han skiftede til konsulentbranchen.
Christian Bjerring er stifter af og partner i konsulenthuset Bjerring & Partners.

## Udgivelser
King of Change, skønlitterær roman, Revas Publishing, 2018
Kongen, skønlitterær roman, Forlaget Revas, 2016.
Integreret markedskommunikation, lærerbogen (bidragsyder), Samfundslitteratur, 2008.
Markedsføring, fagblad, lederskribent, 2007-2008.

## Uddannelse
Christian Bjerring er cand.phil. i nordisk filologi fra Københavns Universitet. Han har videreuddannet sig på Danmarks Forvaltningshøjskole og på Wharton Business School. Derudover har han undervist som ekstern lektor på CBS (Copenhagen Business School) og KU (Københavns Universitet) i perioden 2012-2015.

## Tillidsposter og æresbeviser
Vinder af reklame- og marketingpriser: Arnold, Rambuk, Eurobest, TV 2-prisen ”Den Glade Seer”, Aurora, Guldkorn, ”Advertising Effectiveness Award".
Bestyrelsesarbejde:
Tidligere: Bestyrelsesformand for Danmarksbyrån AB, Dansk Oplagskontrol, Dansk Marketing Forum, Forlaget Markedsføring - samt siddet i bestyrelserne for Rejseplanen A/S og fonden for Dansk Marketingforsknings Pris. 
Nuværende: Bestyrelsesformand i gravid.dk samt Bjerring og Partners A/S.
Christian Bjerring er Ridder af Dannebrog, som han blev tildelt den 10. januar 2003.

## Privat
Christian Bjerring bor i København og er gift med Birgitte Bjerring. Han har 2 døtre og en bonusdatter. 